# José Manuel Palacio
José Manuel Palacio Álvarez (La Habana, 5 de junio de 1930-Gijón, 28 de septiembre de 2005) fue un político español, alcalde de Gijón entre 1979 y 1987.

## Biografía
Nacido en 1930 en La Habana (Cuba) pero hijo de padres gijoneses, se trasladó a vivir a Gijón a los dos años de edad. Desarrolló su actividad profesional en el ámbito de la banca en el Banco de Bilbao. Su actividad política comienza en 1963, durante el franquismo, como representante sindical en la Organización Sindical Española, y posteriormente como concejal en el Ayuntamiento de Gijón desde 1970, elegido por el Tercio sindical.
En 1977, ya como miembro del PSOE, accede al Congreso de los Diputados, formando parte de las Cortes Constituyentes.
Desde septiembre de 1978 ocupa la consejería de Transporte en el Gobierno preautonómico de Asturias con Rafael Fernández como presidente hasta que en 1979 es elegido alcalde de Gijón en las elecciones municipales de abril de aquel año. Renueva su mandato en el periodo 1983-1987, con mayoría absoluta (17 de 27 concejales). Entre sus actuaciones como alcalde destaca la creación de zonas verdes de gran tamaño como el parque de Los Pericones (Ceares) y el parque del Cerro de Santa Catalina (Cimadevilla).
En marzo de 1987 abandona el PSOE por discrepancias con los resultados de la asamblea del partido celebrada en la Universidad Laboral de Gijón, en la cual se aprueba designar candidato a las elecciones de junio de aquel año a Vicente Álvarez Areces. Palacio funda y encabeza la candidatura independiente Unidad Gijonesa, presentándose a la alcaldía de Gijón en 1991 y siendo concejal hasta las elecciones de 1995.
Falleció en Gijón, víctima de un cáncer de pulmón diagnosticado diez días antes, en un piso compartido con su hermana el 28 de septiembre de 2005. Era soltero y no tenía hijos.

## Reconocimientos
Coincidiendo con el primer aniversario de su fallecimiento se descubrió un monolito en su memoria situado en el Parque de los Pericones, una de las grandes obras realizadas durante su mandato como alcalde de Gijón. En 2021 se le concedió su nombre a una de las principales vías de Gijón, la hasta entonces avenida de Juan Carlos I (Moreda).